# Zafirlukast
Zafirlukast es un antagonista de los receptores de leucotrieno, que se utiliza para el tratamiento crónico del asma. A través de su acción sobre las células inflamatorias de los pulmones, zafirlukast reduce la producción de mediadores inflamatorios que están implicados en la fisiopatología del asma.

## Historia
Zeneca Pharmaceuticals® desarrolló el zafirlukast (compañía farmacéutica que posteriormente se fusionó con Astra AB® para formar AstraZeneca®).
Las evaluaciones preclínicas del zafirlukast comenzaron en la década de 1980. Se llevaron a cabo pruebas en modelos animales y estudios de laboratorio para evaluar su eficacia y seguridad. Estos estudios tempranos mostraron que el zafirlukast era capaz de inhibir selectivamente los receptores CysLT1 y bloquear los efectos de los leucotrienos en las vías respiratorias.
La FDA aprobó el zafirlukast para su uso en el tratamiento del asma crónica en adultos y niños mayores de 5 años en 1996. Posteriormente, el zafirlukast se introdujo en otros países y se convirtió en una opción terapéutica para el manejo del asma en todo el mundo.

## Descripción
Zafirlukast es un antagonista del receptor de leucotrieno que bloquea la acción de los cisteinil leucotrienos en los receptores CysLT1 que se designa químicamente como ciclopentil N-[3 -[[2-metoxi-4-[(2-metilfenil) sulfonil carbamoil] fenil] metil]-1-metilindol-5-il]carbamato basado en un enfoque cronofarmacéutico mediante la tecnología de recubrimiento prensado que utiliza polímeros.

## Farmacocinética
Vías de administración
El zafirlukast es un medicamento que se administra por vía oral. Se prefiere que se consuma en ayunas para mejorar la absorción.

Absorción
El zafirlukast es una molécula neutra, insoluble en agua, la cual después de su dosis oral presenta concentraciones plasmáticas máximas en aproximadamente tres horas y se absorbe en íleon distal y colon. La biodisponibilidad del fármaco es aproximadamente un 40% por lo que debe tomarse 1 hora antes o dos horas después de las comidas.

Distribución
Zafirlukast se une a 99% de proteínas, no atraviesa barrera hematoencefálica y se estima un volumen de distribución de 70 L.

Metabolismo
El zafirlukast se metaboliza en el hígado por las enzimas CYP3A4 y CYP2C9. Inhibe la actividad de las isoenzimas CYP3A4 e interfiere con el metabolismo de los medicamentos que usan esta enzima.

## Excreción
La excreción  fecal corresponde al 90% y la urinaria supone el 10% de la dosis aproximadamente. La eliminación del medicamento es de aproximadamente unas 10 horas después de suministrarlo. Sus bajos niveles de concentración en la orina hace casi imposible detectarlo en esta.

## Farmacodinámica
Zafirlukast es un antagonista del CysLT1 que es  un receptor que se encuentra en el músculo liso de los pulmones, concretamente  dentro de los macrófagos pulmonares intersticiales. CysLT1 es un receptor específico de leucotrienos que contienen cisteína.

Mecanismo de acción

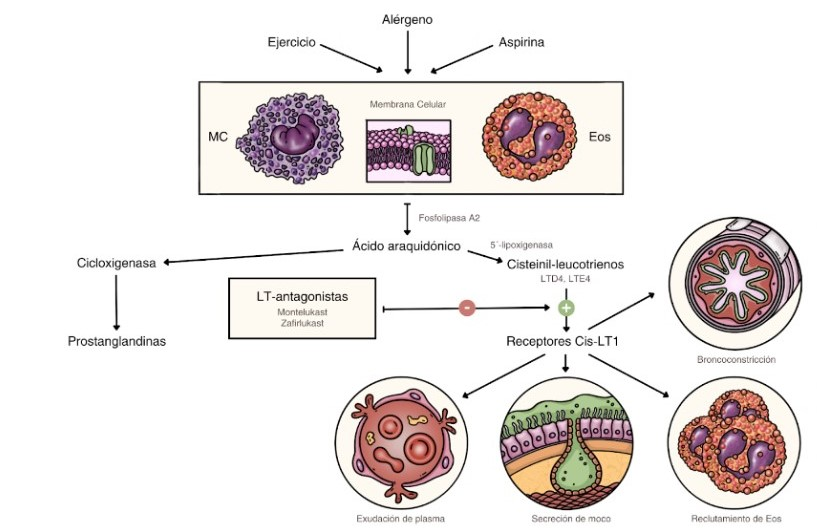
Figura 1. Mecanismo de acción de los antagonistas del receptor de leucotrienos

Los cisteinil leucotrienos incluyen LTD4 y LTE4,  son producidos por células inflamatorias como eosinófilos , basófilos y macrófagos pulmonares. Estos leucotrienos pueden desencadenar broncoconstricción llevando a los síntomas característicos del asma bronquial. Otros efectos proinflamatorios de los leucotrienos, como la inhibición de la eliminación de moco y la estimulación de la secreción de moco y el edema, desempeñan un papel en los síntomas característicos de la rinitis alérgica. Cuando se inhibe la acción de estos leucotrienos específicos por la acción del zafirlukast ejerce un efecto antiinflamatorio contra la sintomatología mediada por leucotrienos. (véase figura 1)

Efectos farmacológicos
Los cisteinil leucotrienos (C4, D4 y E4) en la patogénesis del asma aumentan la permeabilidad vascular y secreciones mucosas. Además, producen broncoconstricción e incrementan el infiltrado de células inflamatorias en las vías aéreas. Estos receptores también están involucrados en enfermedades alérgicas como la rinitis y la dermatitis atópica. Los antagonistas del receptor de Cys-LT1, como el Zafirlukast, bloquean los efectos fisiológicos generados por la activación de este receptor.

Interacciones
| Fármacos que interaccionan con Zafirlukast        | |
| Fármaco                                           | Resultados de la interacción |
| Warfarina,cisaprida                               | Farmacocinética:Zafirlukast aumenta las concentraciones séricas de estos fármacos, debido a que inhibe la actividad de las isoenzimas CYP2C9 y CYP3A4 que los metaboliza estos |
| Eritromicina, teofilina y altas dosis de aspirina | Farmacocinética: Aumentan las concentraciones plasmáticas del zafirlukast |

## Uso clínico
Rinitis alérgica 
Alivio de los síntomas de la rinitis alérgica, mejora la secreción de moco y la inflamación de las vías respiratorias.
La respuesta y la recuperación de los pacientes con rinitis alérgica tratados con zafirlukast pueden depender de varios factores, como la gravedad de los síntomas, la duración del tratamiento, la adherencia al medicamento y la presencia de otras condiciones médicas. Algunos pacientes pueden experimentar una mejoría significativa en sus síntomas con el uso de zafirlukast, mientras que otros pueden no responder tan bien.

Asma
Se prescribe para la profilaxis y el tratamiento crónico del asma, mejora el broncoespasmo.
Se ha observado que los pacientes que padecen de asma y son tratados con zafirlukast, reducen la frecuencia y gravedad de los síntomas (como falta de aliento, opresión en el pecho, tos y la sibilancia), además de controlar la inflamación y la constricción de las vías respiratorias, reduciendo la necesidad de usar broncodilatadores de acción rápida.

Broncoconstricción inducida por ejercicio:
En pacientes con broncoconstricción que es tratado con zafirlukast presenta una relajación de los músculos de las vías respiratorias y mejorar la función pulmonar.
La recuperación de los pacientes con broncoconstricción tratados con zafirlukast puede variar dependiendo de la gravedad de la condición, la adherencia al tratamiento y otros factores individuales.

## Efectos adversos[13]
Sistema nervioso central: mareos, fiebre, dolor de cabeza (frecuente).
Gastrointestinal: dolor abdominal, diarrea, dispepsia, vómitos, náuseas.
Neuromuscular y esquelético: dolor de espalda, mialgias, debilidad.

## Contraindicaciones
- Hipersensibilidad a los componentes.
- No administrar en niños menores de 12 años.[16]

## Precauciones
- En embarazo se considera un factor de riesgo B. No se observaron eventos adversos en estudios de reproducción con animales, excepto con dosis que también fueron tóxicas para la madre. Los datos son limitados pero en ellos no se ha observado un mayor riesgo de efectos teratogénicos con el uso de zafirlukast durante el embarazo.[5]
- El zafirlukast se excreta en la leche materna.[1] En las mujeres que recibieron zafirlukast 540 mg dos veces al día, las concentraciones en suero materno fueron de 225 ng/ml y las concentraciones en leche materna fueron de 50 ng/ml. Debido al potencial de reacciones adversas en el lactante, no se recomienda la lactancia materna.

## Sobredosis
Una sobredosis de zafirlukast puede tener efectos adversos en el cuerpo. alguno de los posibles efectos que puede presentar el paciente son:
1. Síntomas gastrointestinales: pueden incluir en los pacientes náuseas, vómito, diarrea y dolor abdominal.
2. Dificultad para respirar: Una sobredosis de zafirlukast puede empeorar los síntomas respiratorios, causando dificultad para respirar y aumentando el riesgo de presentar un broncoespasmo.
3. Cambios en las funciones hepáticas: Al ser un medicamento que se metaboliza en el hígado, una sobredosis puede provocar impactos negativos en las funciones hepáticas.[17][14]

## Controversias
- Se han reportado pacientes que se les ha suministrado el medicamento zafirlukast y han padecido de efectos psiquiátricos, en los que se incluyen cambios de humor, ansiedad, depresión y pensamientos suicidas, por lo cual la FDA en el año 2009 advirtió sobre los posibles efectos psiquiátricos en estos pacientes y recomendó realizar monitoreos constantes a estos pacientes para seguir los cambios de comportamientos y emocionales que podrían presentar.[18]
- En sus comienzos el zafirlukast era un medicamento que estaba aprobado su uso adultos y niños mayores de 5 años, pero en el 2016 la FDA retiró la aprobación del uso del medicamento en pediatría debido a la falta de eficacia que presentaba en estos pacientes.[4]